# فرانك غاردنر
فرانك غاردنر (بالإنجليزية: Frank Gardner)‏ (ولد 31 تمّوز 1961 م) هو صحفي إنكليزي، يعمل كمراسل للبي بي سي في الشرق الأوسط.
تعرض هو وفريقه لهجوم في مدينة الرياض سنة 2004 م، أودت بحياة زميله المصور الأيرلندي سايمون كامبرز، وأصيب جاردنر بشلل في رجليه. وقد عاد جاردنر إلى الرياض لأول مرة سنة 2013 م، وصور فيها برنامجا وثائقيا عن السعودية والتغييرات التي سببتها الثورات العربية فيها.